# Postamt Querfurt

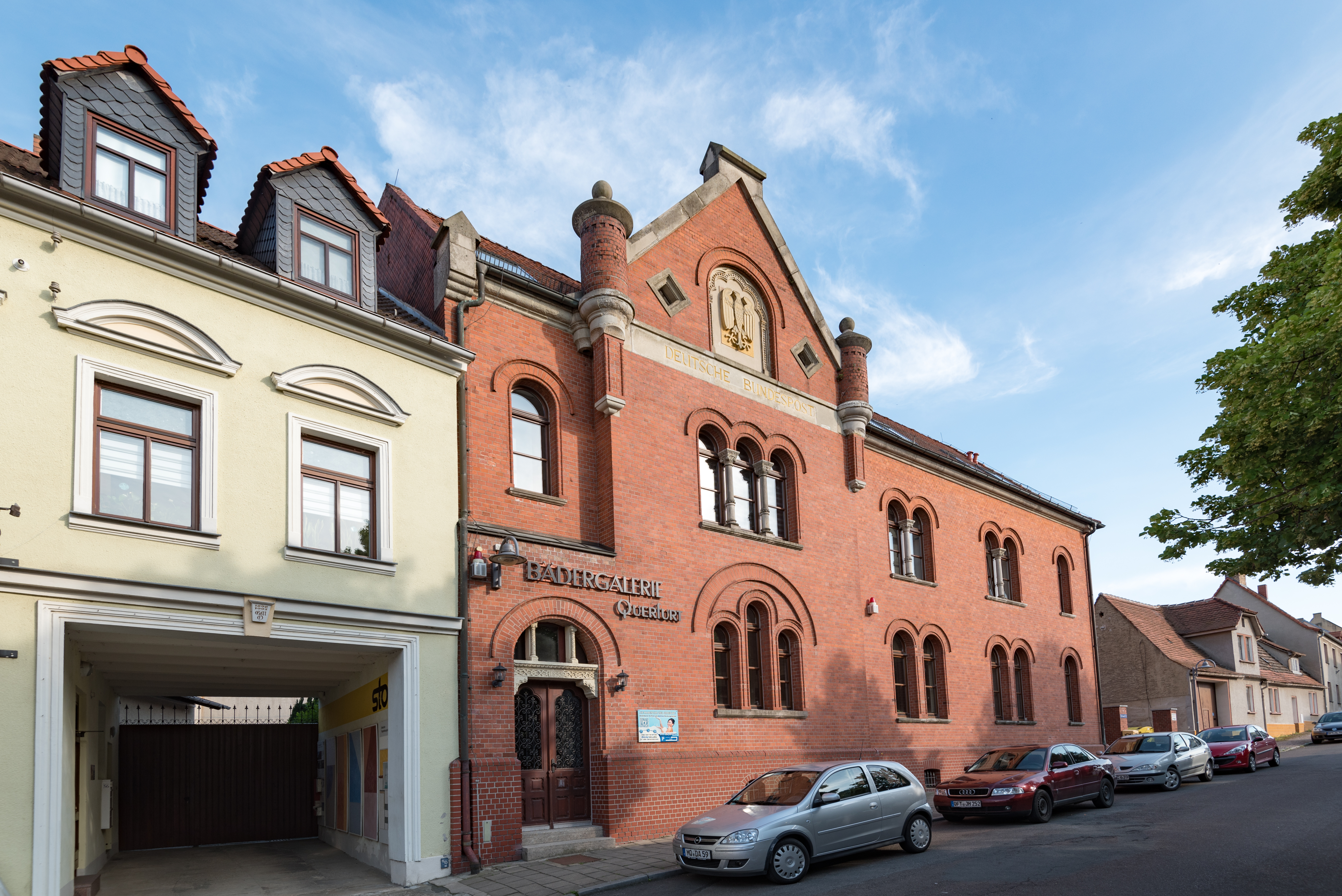
Ehemaliges Postamt von Querfurt

Das ehemalige Postamt Querfurt ist ein denkmalgeschütztes Bauwerk in der Stadt Querfurt in Sachsen-Anhalt. Im örtlichen Denkmalverzeichnis ist es unter der Erfassungsnummer 094 16844 als Baudenkmal verzeichnet.
Unter der Adresse Freimarkt 54 in Querfurt befindet sich das ehemalige Postamt der Stadt. Das aus roten Backsteinen bestehende Gebäude wurde von 1893 bis 1895 als Kaiserliches Postamt im neoromanischen Stil erbaut. Der Risalit befindet sich nicht in der Mitte des Gebäudes, sondern in der mittleren Achse der linken Gebäudeseite. In der Mitte des Risalits ist noch immer der Schriftzug DEUTSCHE BUNDESPOST gut erkennbar, darüber befindet sich ein Adler mit angelegten Flügeln als Verzierung.
Heute ist das Gebäude der Sitz der Bädergalerie Querfurt GmbH.